# Asterope ribbei
Asterope ribbei är en fjärilsart som beskrevs av Herman Dewitz 1879. Asterope ribbei ingår i släktet Asterope och familjen praktfjärilar. Inga underarter finns listade i Catalogue of Life.